# Xã Mancelona, Michigan
Xã Mancelona (tiếng Anh: Mancelona Township) là một xã thuộc quận Antrim, tiểu bang Michigan, Hoa Kỳ. Năm 2010, dân số của xã này là 4.400 người.